# 미닛맨

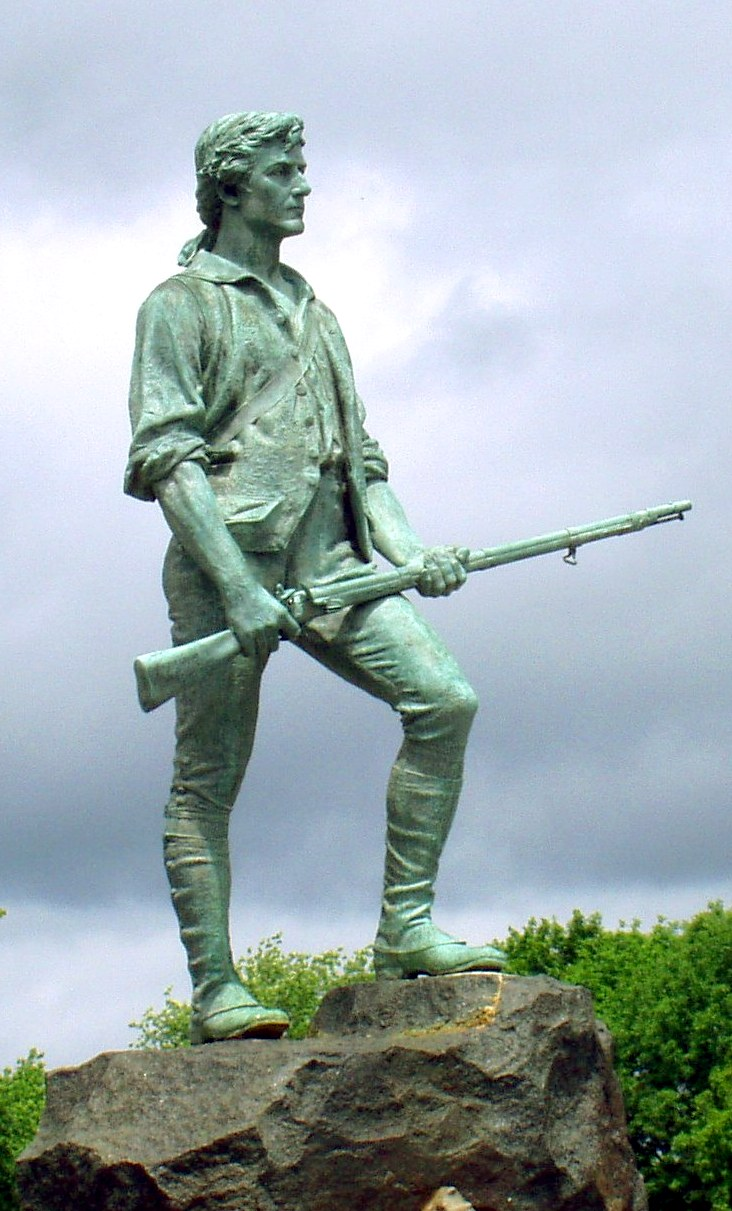
렉싱턴 미닛맨 동상

미닛맨(영어: Minutemen)은 미국 독립 전쟁에서 활약했던 민병을 가리킨다. 평시에는 생업에 종사하다가 유사시에 1분 만에(minute) 무장하여 소집할 수 있는 남자들(men)이라는 의미를 담고 있다.
미국 독립 전쟁 당시의 미국인들은 주로 사냥을 통해서 식량을 얻었기 때문에, 유년기부터 일찍이 사격술을 배운 사람들이 많았다. 뿐만 아니라 아메리카 원주민들로부터 터득한 풍토적 환경에 유리한 생활의 지혜를 적극 활용하는 편이었다. 그들이 사용한 의복, 도구는 매우 간소했지만 덕분에 개개인의 장구류 마련에 큰 부담을 주지 않았고, 매우 화려함이 특징이던 당시의 정규적인 군복류에 비해서 은폐가 쉬운 점도 한몫하였다. 그들이 사용하던 라이플은 원래 독일제가 주류를 차지하고 있었지만, 점차 현지 환경에 보다 적합하도록 특화되었다. 이러한 이유로 미국 독립 전쟁에서 활약했던 미국 민병대는 잠재적으로 저격수로서의 능력을 갖춘 사람들이 다수를 차지하고 있었다.
미닛맨의 주요 군사 행동은 단독 또는 소수 집단에 의한 저격이었다. 정규 군사 훈련을 받지 않았더라도 사냥 경험을 활용하여 전투에 투입할 수 있었다. 다만 당시의 엽총들은 재장전에 시간이 오래 걸렸기 때문에 엄폐물이 없는 개활지에서 자신의 모습이 드러나게 되면 생존이 어려웠다. 그러므로 미닛맨이 활약했던 곳은 주로 미국 동부지대의 숲이었다. 이러한 전장환경에서 숲의 지형을 숙지한 민간 저격병들은 영국 정규군에 큰 피해를 입혔다.